# Auchy-lez-Orchies
Auchy-lez-Orchies è un comune francese di 1 493 abitanti situato nel dipartimento del Nord nella regione dell'Alta Francia.

## Società

### Evoluzione demografica
Abitanti censiti

## Amministrazione
| Periodo       | Periodo      | Primo cittadino   | Partito | Carica  | Note |
| ------------- | ------------ | ----------------- | ------- | ------- | ---- |
| marzo 2001    | marzo 2008   | André Abraham     |         | Sindaco |      |
| marzo 2008    | ottobre 2011 | Jean-Claude Leroy |         | Sindaco |      |
| dicembre 2011 | in carica    | Guy Schryve       |         | Sindaco |      |